# Коридорас плямохвостий
Коридорас плямохвостий (Corydoras caudimaculatus) — вид сомоподібних риб з роду Коридорас підродини Corydoradinae родини Панцирні соми.

## Опис
Загальна довжина сягає 4,2—4,5 см. Самиці гладкіші за самців. Зовні схожий на види Corydoras similis та Corydoras spectabilis. Голова помірного розміру. Очі трохи опуклі. Рот нахилено додолу. Є 3 пари маленьких вусиків. Тулуб короткуватий. Спинний плавець дещо високий, з 1 жорстким і 8 м'якими променями. Жировий плавець маленький. Грудні та черевні плавці розташовано близько одні від одних. Останні поступаються у розмірі першим. Хвостовий плавець з виїмкою, верхня лопать більша за нижню.
Голова і тіло золотаве-жовтого кольору з зеленуватим відтінком, яке вкрито дрібними темними плямочками, зокрема й плавці. Найбільша пляма розташована між очей. В області зябер і щік присутній рожевувато-коричневий відтінок. На хвостовому стеблі присутня велика чорна пляма.

## Спосіб життя
Є демерсальною рибою. Воліє до прісної та чистої води. Утворює значні групи — до 200 особин. Постійно перебуває у русі, зрідка опускається на дно або ховається. Активна в присмерку та вночі. Живиться хробаками, дрібними ракоподібними, рослинними частками. Здобич збирає біля дна.
Статева зрілість настає у 5—6 місяців. Самиця відкладає ікру (40 яєць) у своєрідну торбинку, утворену черевними плавцями. Потім приліплює кладку до внутрішньої поверхні широкого листя рослин. Ані самець, ані самиця про кладку не піклуються.
Тривалість життя до 10 років.
Тримають в акваріумах.

## Розповсюдження
Мешкає у річці Гуапоре (Бразилія).